# Hugo Miranda
Hugo Miranda Araya (nascido em 6 de dezembro de 1925) é um ex-ciclista chileno que participou em dois eventos nos Jogos Olímpicos de Helsinque 1952.